# Schwerins slott
Schwerins slott, (tyska: Schweriner Schloss), är ett slott i staden Schwerins centrum i Mecklenburg-Vorpommern i Tyskland. Slottet var fram till 1918 residens för hertigar och storhertigar av Mecklenburg-Schwerin, och är sedan 1990 säte för Mecklenburg-Vorpommerns lantdag.

## Historia
Slottet, som räknas som ett av de viktigaste historicistiska byggnadsverken i Europa, har en över tusenårig historia bakom sig. År 965 uppfördes en slavisk befästning  på en strandnära ö i Schweriner See, vilket är den fjärde största insjön i Tyskland.
År 1160 erövrades och förstördes borgen av Henrik Lejonet (1129–1195), men med anledning av områdets strategiska läge, byggdes en ny borg, och ett år senare, år 1161, grundades staden Schwerin. 
År 1358 köptes grevskapet Schwerin av hertig Albrekt II av Mecklenburg, gift 1336 med svenska prinsessan Eufemia Eriksdotter och far till svenske kungen Albrekt av Mecklenburg), varför senare hertigar av Mecklenburg och Schwerin härstammade från Birger jarl och Bjälboätten.
År 1764 flyttade hertig Fredrik II av Mecklenburg-Schwerin det hertigliga residenset till Ludwigslusts slott, varefter underhållet av slottet i Schwerin stagnerade. År 1835 blev Schwerin åter residens, men då befann sig slottet i ett dåligt tillstånd.
Hertig Fredrik Frans II av Mecklenburg-Schwerin initierade en ombyggnation av slottet, och under åren 1845-1857 byggdes ett nytt slott, under samarbete av fyra kända arkitekter: Georg Adolf Demmler, Gottfried Semper, Friedrich August Stüler och Ernst Friedrich Zwirner. 
Det nuvarande slottet stod färdigt år 1857. Efter tyska novemberrevolutionen och den sista storhertigen av Mecklenburg Schwerin, Fredrik Frans IV av Mecklenburg-Schwerins abdikation 1918, övergick slottet 1919 i tyska statens ägo.
Året 1913 drabbades flera rum samt ett trapphus i slottets södra och västra delar av en eldsvåda. Branden förstörde bland annat rummet som var känt som "Goldener Saal".

## Parken
Slottsparken som skapades efter ritningar av Peter Joseph Lenné är uppdelad i två delar. Den första ligger nära sjön och efterliknar naturen. Däremot är den del som ligger nära slottet uppdelad i fasta geometriska former. För denna del i barockstil använde Lenné en idé av den franska landskapsarkitekten Jean Legeay. Parken är fylld med en mångfald av blommor, buskar och träd samt med flera brunnar, fontäner och skulpturer. Orangeriet byggdes direkt mot slottet. Vid Tysklands återförening var parken i dåligt skick och för vissa delar fanns inga ursprungliga ritningar kvar. Slottsparken restaurerades även med hjälp av många fotografier som stadens medborgare donerade.

## Turism
Schweriner See trafikeras av sex passagerarfartyg som har sin centrala hamn vid Schwerins slott.

## Bilder

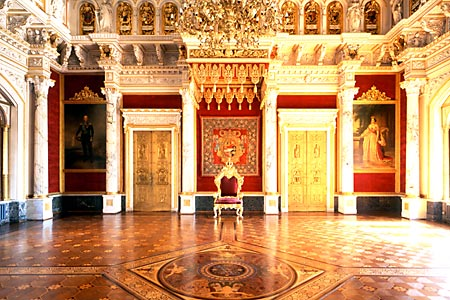
Storhertigens tronsal
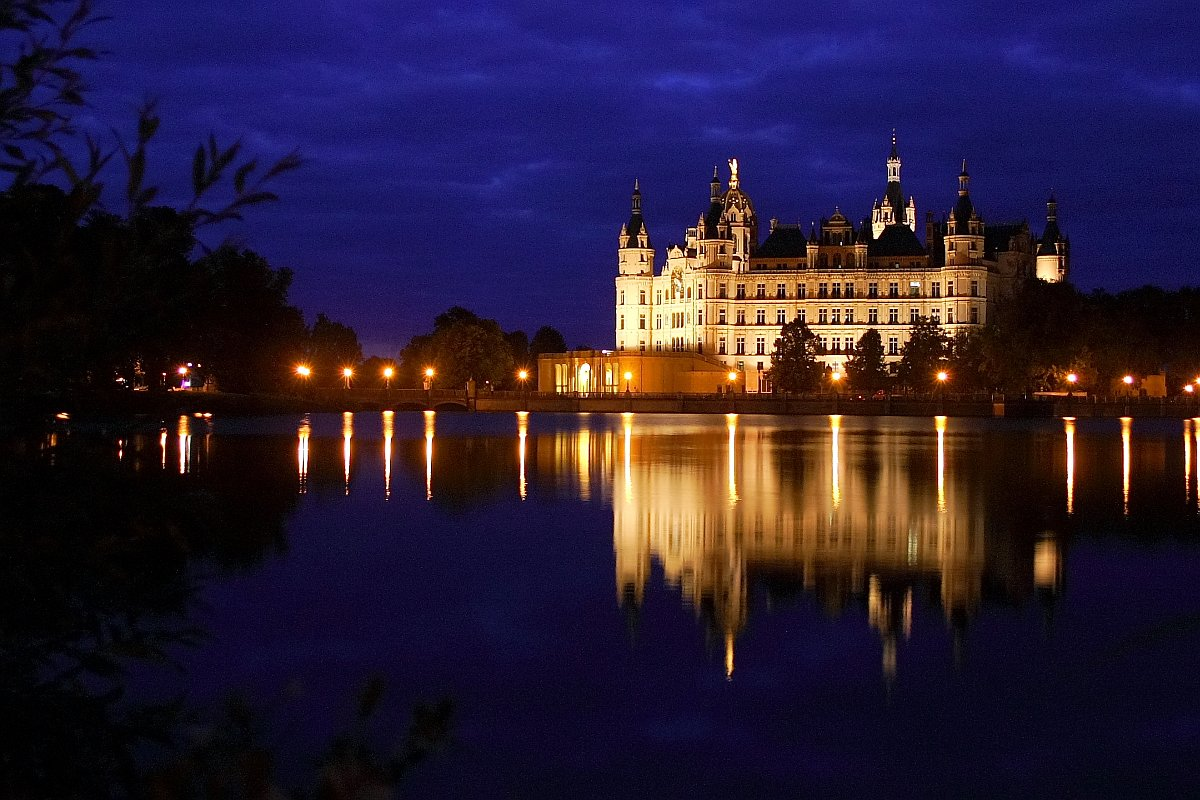
Schwerins slott nattetid
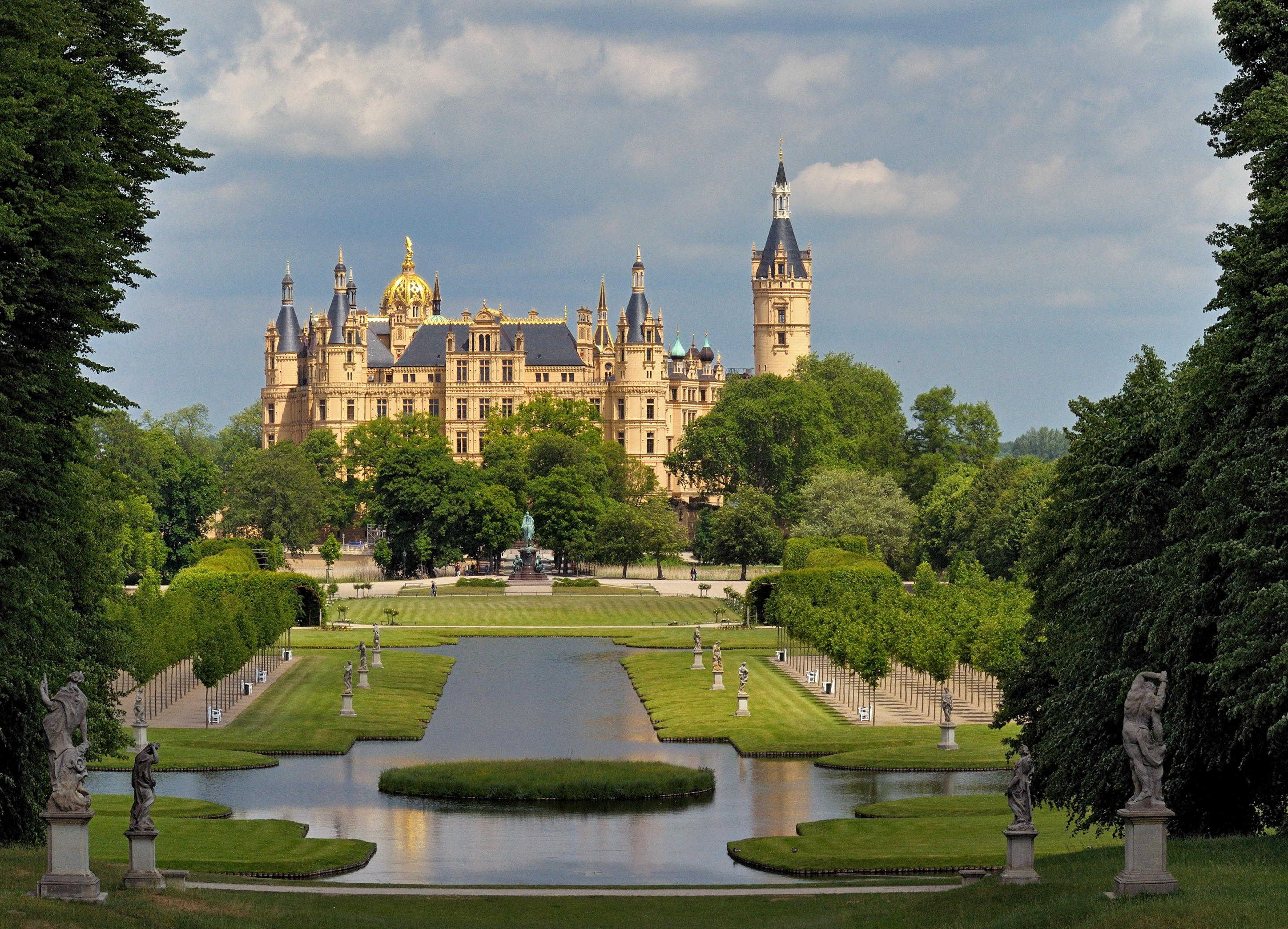
Schwerins slott från södra sidan
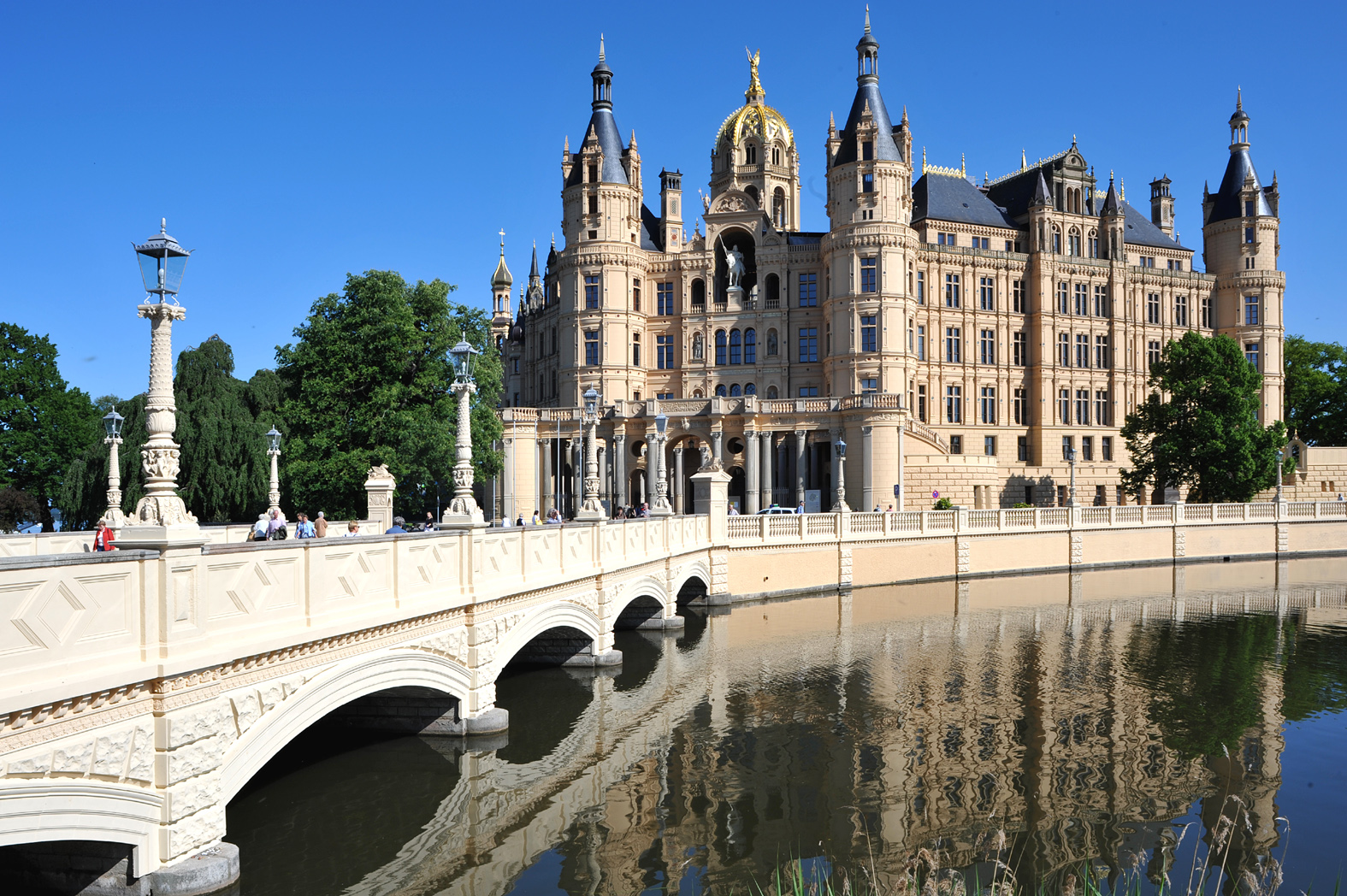
Framsidan av slottet, med bron över till fastlandet
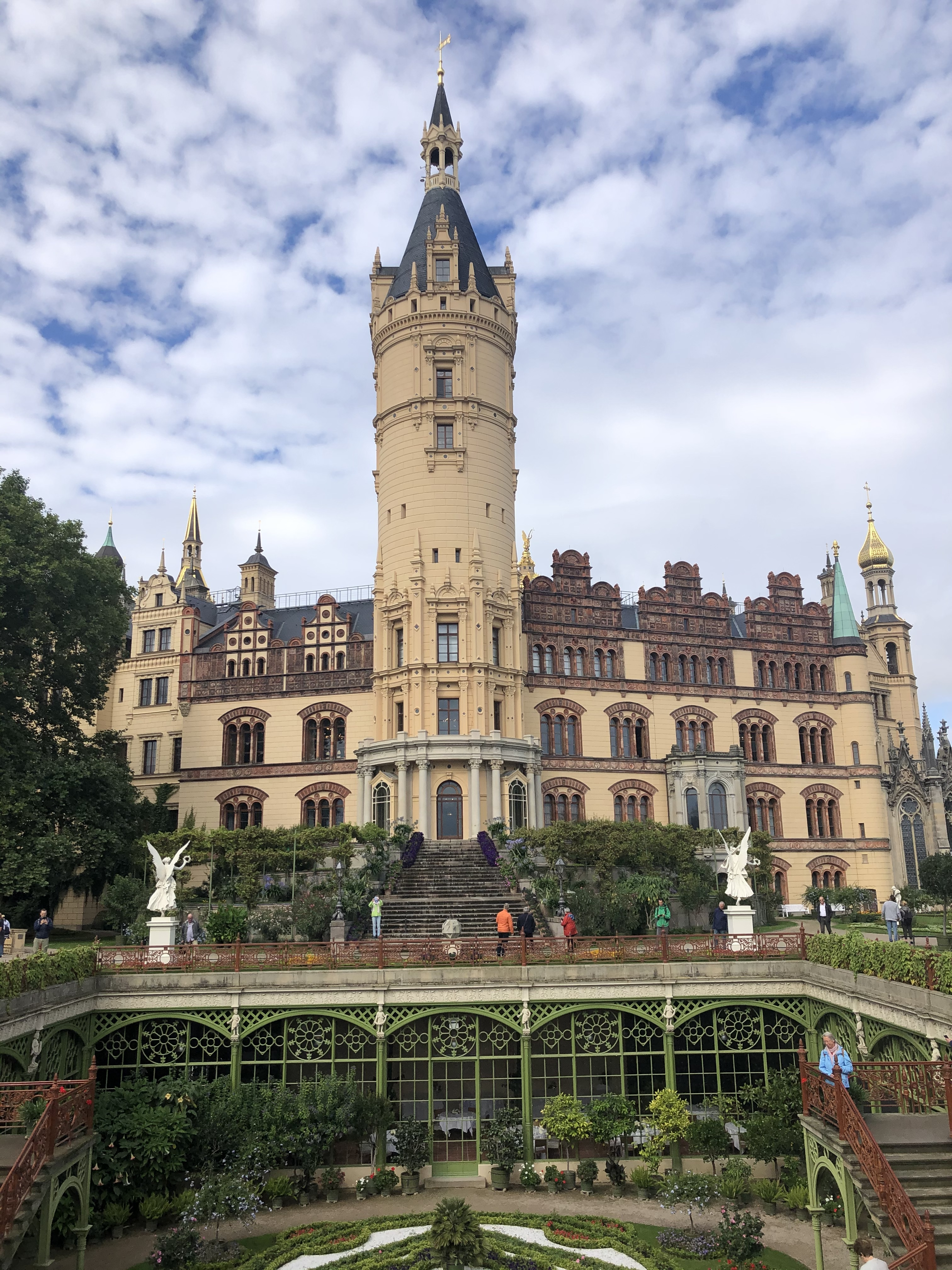
Schwerins slotts orangerie med huvudtornet bakom.
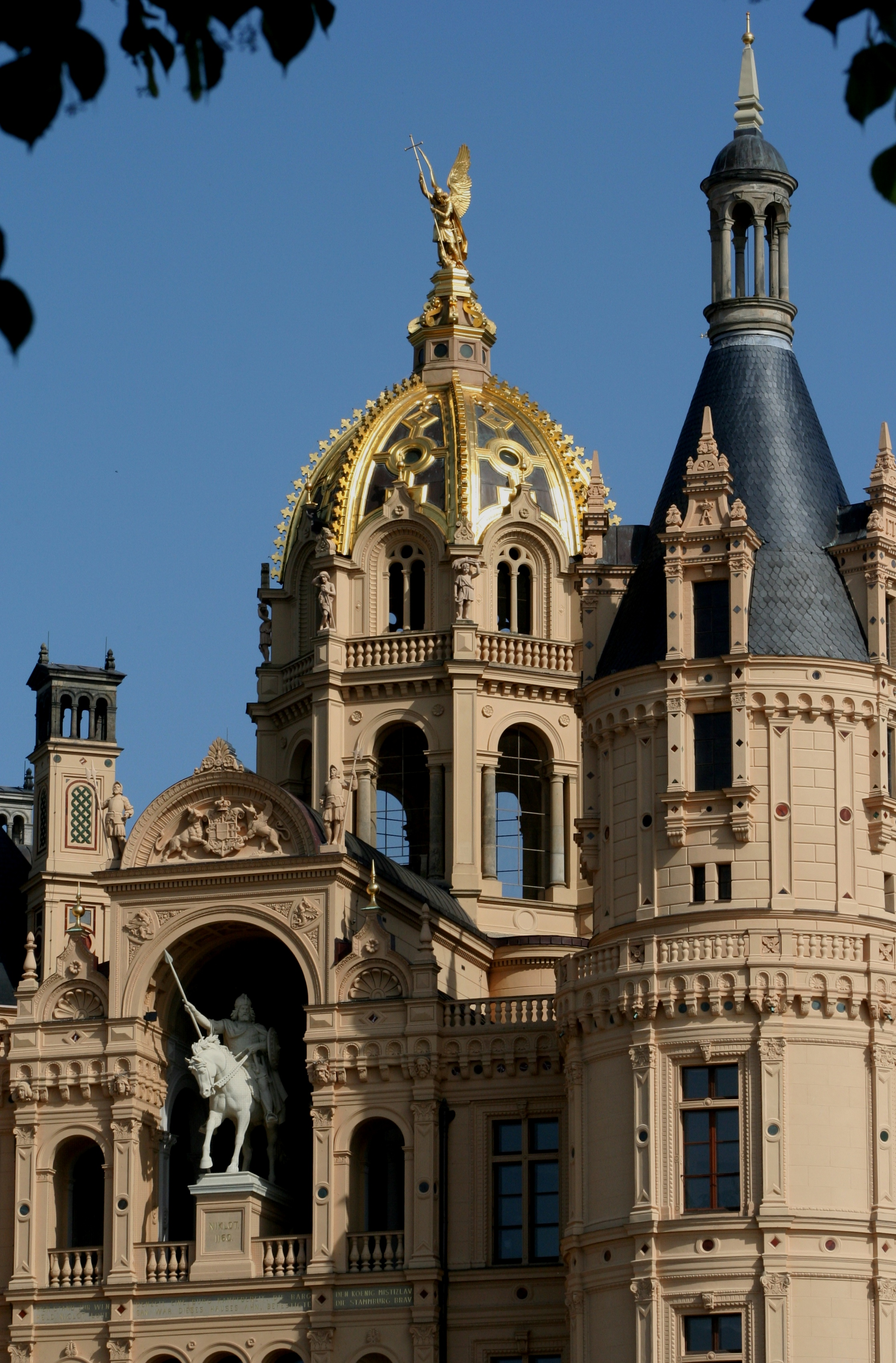
Slottsfasaden med staty över Niklot av obotriterna och Ärkeängeln Mikael
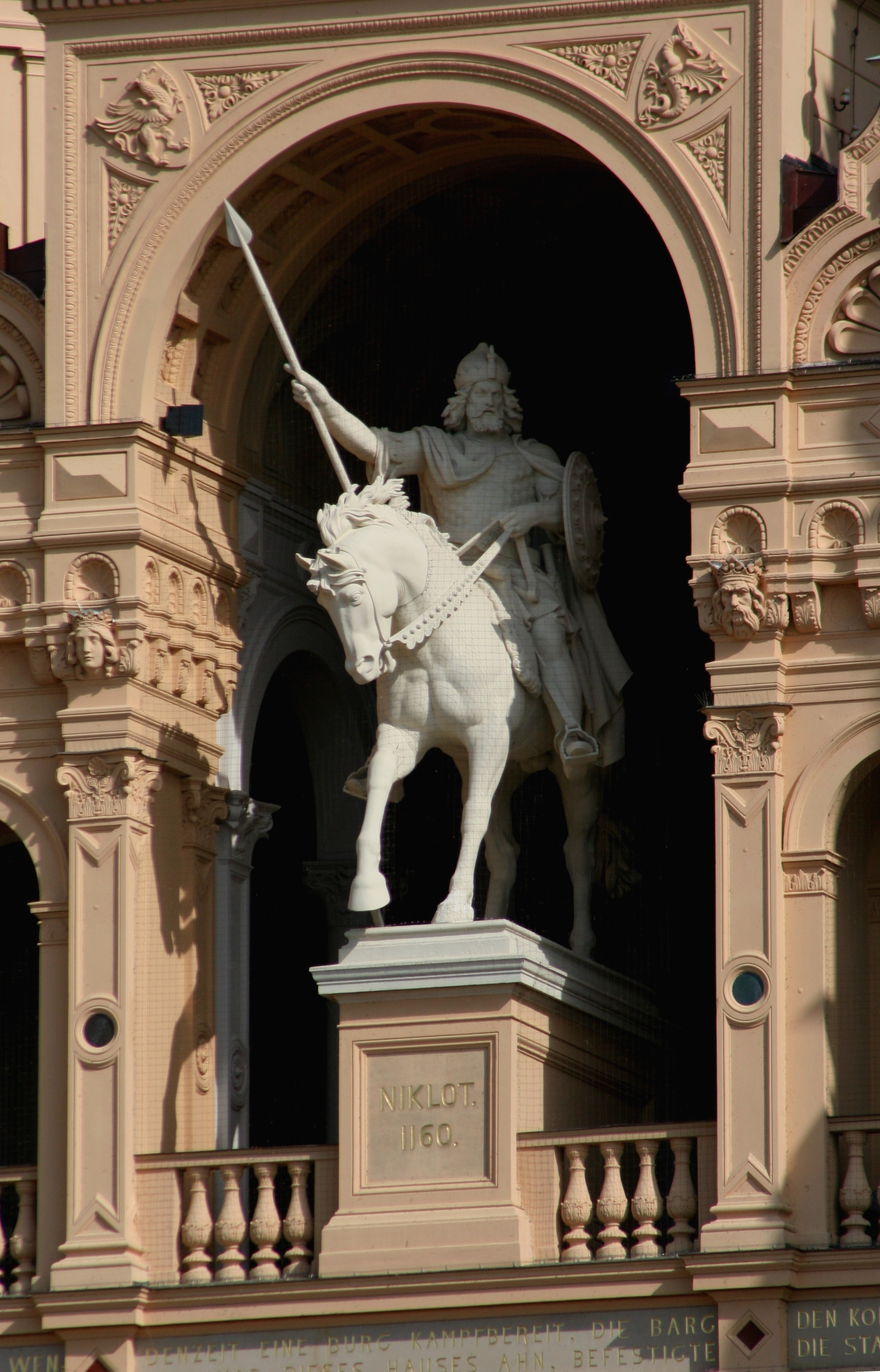
Närbild av statyn över Niklot av obotriterna